# 스카이 앤 리카
《스카이 앤 리카》(Sky & Rica, the Prelude - 스카이 앤 리카 더 프릴루드)는 1995년 대한민국의 소프트맥스에서 개발한 플랫폼 게임이며, 도스용으로 개발되었다. 한국의 도스박스 다음 카페 측의 도움으로 도스박스 개발자에게 이 대한민국의 게임이 제공되었으며, XMS와 관련된 문제가 수정된 뒤에 드디어 도스박스에서도 이 게임을 실행할 수 있게 되었다. 이 게임은 현재 여러 사이트에서 무료로 제공된다.
출시 당시 코나미의 트윈비-야호 와 상당히 흡사한 부분이 많아 표절시비가 붙었다.
이 게임은 우주선을 타고 적들을 공격하면서 레벨을 깨는 방식으로 만들어져 있다. 레벨마다 왕이 있으며, 모든 게임이 끝나면 제작자 크레딧이 올라가면서 게임은 막을 내린다.

## 캐릭터
캐릭터는 게임 이름과 같이 스카이, 리카를 고를 수 있다. 스카이는 남성 캐릭터이고, 리카는 여성 캐릭터이며, 자신의 취향에 맞는 캐릭터를 골라서 사용하면 된다. 게임을 진행하기 전에 캐릭터를 선택할 수 있다.

## 모드
모드는 플레이 스타트 모드와 스코어 어택 모드로 나눌 수 있다.
- 플레이 스타트: 2개의 탄으로 나뉘어 있으며 탄을 깨는 것을 목적으로 한다. 난이도는 옵션에서 설정할 수 있다.
- 스코어 어택 모드: 점수를 얻기 위해 되도록 많은 아이템을 먹어야 한다.